# Bronzehalstaube
Die Bronzehalstaube (Columba delegorguei), auch Weinrote Glanznackentaube, ist eine Art der Taubenvögel. Sie kommt ausschließlich im östlichen und südlichen Afrika vor. Es werden zwei Unterarten unterschieden, C. d. delegorguei und C. d. sharpei.
Die Bestandssituation der Bronzehalstaube wird mit least concern ‚ungefährdet‘ angegeben.

## Merkmale

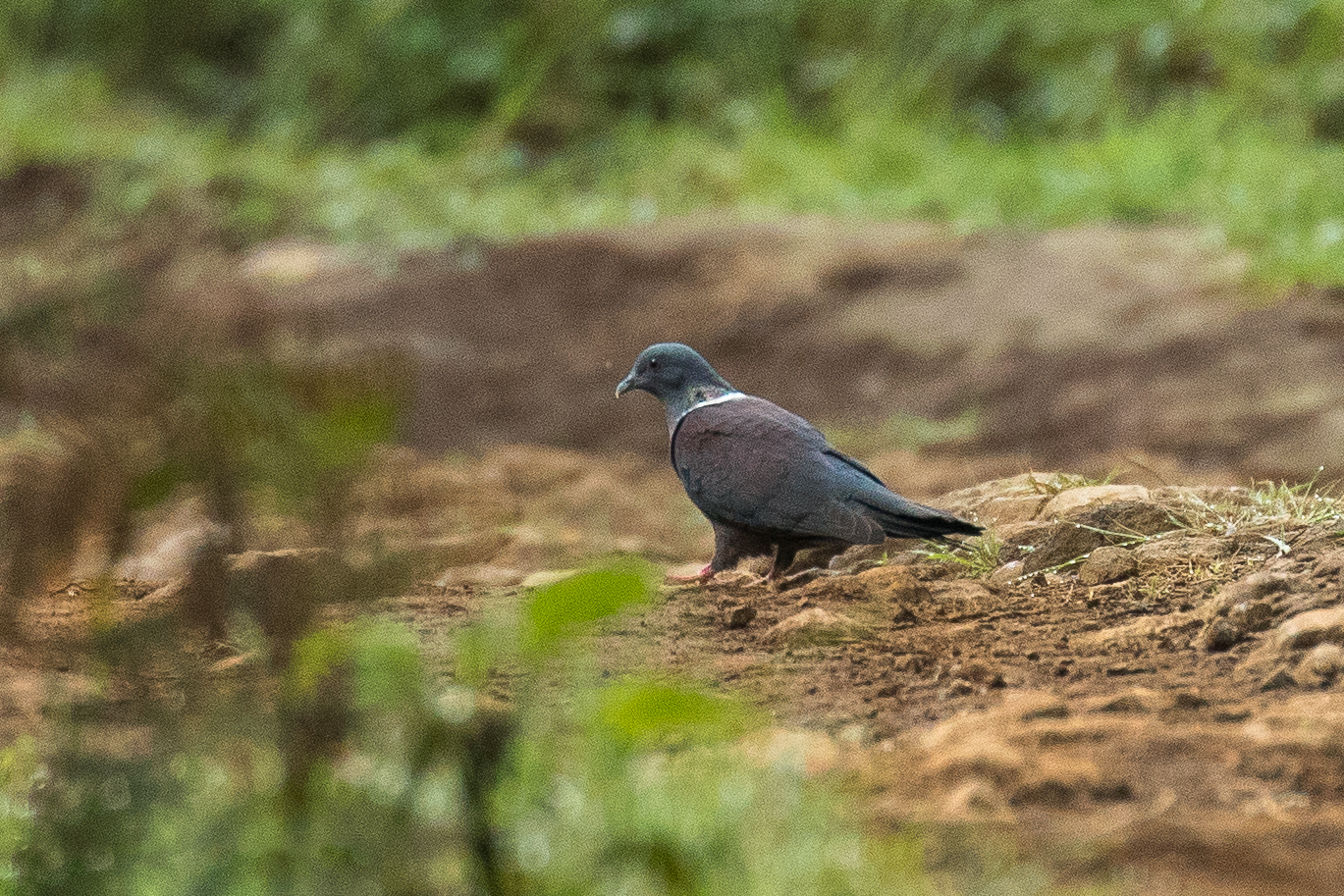
Bronzehalstaube

Die Bronzehalstaube erreicht eine Körperlänge von 28 Zentimeter und ist damit etwa so groß wie eine Lachtaube, sie hat allerdings einen etwas kompakteren Körperbau und einen kürzeren Schwanz als diese. Sie wiegt zwischen 136 und 175 Gramm. Es gibt einen ausgeprägten Geschlechtsdimorphismus.

### Merkmale der Nominatform
Beim Männchen der Nominatform Columba delegorguei delegorguei ist der Kopf blaugrau bis dunkelgrau. Der Hals und der Nacken glänzt irisierend rosaviolett bis smaragdgrün. Am hinteren Hals verläuft ein auffallendes weißes Querband. Der Mantel und die Flügeldecken sind purpurbraun. Der Rücken und der Bürzel sind blass blaugrau. Die Brust ist dunkel mauve-rosa und weist kleine dunkle Flecken auf. Der Bauch ist mattbraun, die Unterschwanzdecken sind dunkelgrau. Der Schnabel ist blassgrau und hellt zur Spitze hin auf. Die Iris ist gewöhnlich dunkelbraun, bei einigen Individuen jedoch auch gelblich. Der Orbitalring ist sehr schmal und hellgrau. Die Beine und Füße sind rot.
Das Weibchen ist auf der Körperunterseite dunkel graubraun und auf der Körperoberseite überwiegend dunkel schiefergrau. Das weiße Halsband fehlt bei ihnen. Der Oberkopf und der Nacken schimmert kupferbraun, die irisierenden Gefiederpartien sind jedoch kleiner als beim Männchen.

### Merkmale der UnterartColumba delegorguei sharpei
Die Unterart Columba delegorguei sharpei kommt in Tansania, dem Südosten des Sudans, Uganda und Kenia vor. Beide Geschlechter unterscheiden sich von denen der Nominatform durch einen größeren Anteil an dunkelschiefergrauen Farbtönen.  Die irisierenden Federn am Nacken des Männchens schimmern mehr bronzegrün als smaragdgrün. Die Brust hat einen kräftigeren Rosaton.

### Verwechselungsmöglichkeiten

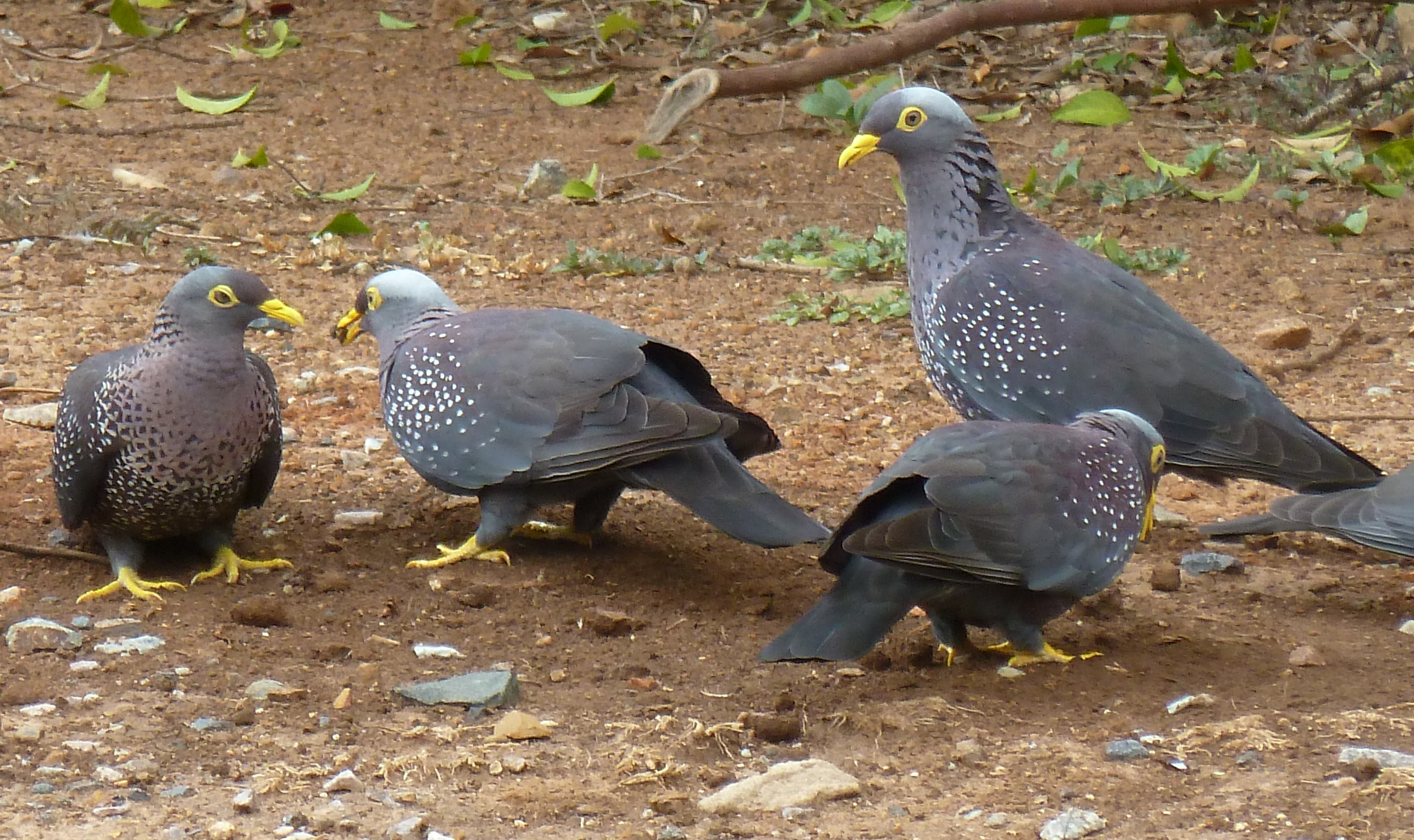
Oliventauben – sie weisen eine oberflächliche Ähnlichkeit mit der Bronzehalstaube auf

Im gesamten Verbreitungsgebiet der Bronzehalstaube kommt auch die Oliventaube vor. Diese ist jedoch deutlich größer und hat einen schwerfälligeren Flug. Den Männchen fehlt das weiße Halsband am hinteren Hals. Oliventauben haben außerdem kleine weiße Flecken auf den Flügeldecken und zeichnen sich durch einen hellgelben Schnabel sowie hellgelbe Füße und Beine aus.

## Verbreitungsgebiet und Lebensraum
Das Verbreitungsgebiet der Bronzehalstaube erstreckt sich vom Südosten des Sudans bis nach Südafrika, das Verbreitungsgebiet dieser Höhenlagen bewohnenden Taubenart ist jedoch disjunkt. So kommt sie im Sudan nur in Gebirgslagen zwischen 1100 und 2800 Höhenmetern vor. In Uganda kommt sie im Gebiet des Mount Elgon und des Mount Lonyili vor. In Kenia ist die Art weiter verbreitet und im kenianischen Hochland eine häufigere Art. In Mosambik ist sie bereits in Höhenlagen von 500 Metern anzutreffen. Sie ist grundsätzlich ein Standvogel, unternimmt aber gelegentlich saisonale Wanderungen, wenn das Nahrungsangebot knapp wird.
Die Bronzehalstaube besiedelt eine Reihe unterschiedlicher Waldtypen. In Kenia und Natal kommt sie in Nebelwäldern vor, im Süden Afrikas besiedelt sie jedoch auch Buschland, große Gärten und Plantagen.

## Lebensweise
Die Bronzehalstaube kommt gewöhnlich in kleinen Trupps vor und hält sich überwiegend in Baumwipfeln auf. Nur gelegentlich kommt sie auch auf den Boden, um dort nach Nahrung zu suchen. Ihr breites Nahrungsspektrum umfasst Früchte und Beeren. Gelegentlich frisst sie auch Sämereien sowie tierisches Protein in Form von Insekten.
Die Brutzeit ist abhängig von ihrem jeweiligen Verbreitungsgebiet. In Ostafrika brütet sie zwischen März und Juni, in Südafrika beginnt die Brutzeit dagegen im Januar. Das Nest wird hoch in den Bäumen errichtet. Das Gelege besteht aus zwei Eiern.

## Einzelbelege
1. ↑   Columba delegorguei in der Roten Liste gefährdeter Arten der IUCN 2012. Eingestellt von: BirdLife International, 2012. Abgerufen am 17. Oktober 2016.
2. 1 2 3   Gibbs, Barnes und Cox: Pigeons and Doves, S. 235.
3. 1 2   Gibbs, Barnes und Cox: Pigeons and Doves, S. 236.